# Rász Lánúf
Rász Lánúf (arabul راس لانوف Raʾs Lānūf, néha Ra’s al-Unūf) város Líbiában, Szurt tartományban, egyike a líbiai olajkitermelés legfontosabb központjainak.

## Fekvése
A Szidra-öböl partján, Tripolitól 666 km-re keletre, Bengázitól 359 km-re nyugatra, Szurttól 216 km-re keletre található.

## Története
Rász Lánúf Tripolitánia régió keleti részén található, de mind történelmileg, mind kulturálisan szorosabb kapcsolatok fűzik a Kireneika régió településeihez.
A város 20. századi történetének egyetlen fontos eseménye a II. világháború észak-afrikai hadjáratához kötődik, ugyanis 1941. április 1-jén éjjel a település határában szövetséges bombázók megtámadták az itt állomásozó német - olasz gépkocsizó zászlóaljakat és több páncélozott szállítójárművet is megsemmisítettek.    
A település 1984-ig nem rendelkezett nagy jelentőséggel Líbián belül, ekkor azonban egy városfejlesztési program keretében megkezdődött az itteni olajkutak modern követelményeknek megfelelő kiépítése és nagyobb számú lakosság betelepítése. A tervező mérnökök munkájának eredményeként egy teljesen lineáris alaprajzú város jött létre, mely formáját tekintve követi a tengerpart vonalát, így könnyebbé téve, hogy a város minden része érintkezzen a tengerrel.  
Rász Lánúf az olajkitermelésben betöltött fontos szerepe miatt a 2011-es líbiai polgárháború során is harcok színhelye volt. A februárban Bengáziban kitört rendszerellenes zavargások gyorsan átterjedtek a városra és a felkelők március 4. és 5 között fennhatóságuk alá vonták a várost. Kadhafi seregei azonban a várostól 37 km-re nyugatra levő Bin Dzsávádnál vereséget mértek a lázadó seregre és ellentámadásba lendülve március 12-re visszafoglalták Rász Lánúfot is. A frontvonal végül megállapodott a várostól mintegy 80 km-re keletre, Brega és Adzsdábija közt, innen csak augusztus folyamán mozdult el, a felkelők javára. A lázadó csapatok végül a NATO légierő hathatós támogatásával augusztus 23-án foglalták el végérvényesen a települést, majd folytatták előrenyomulásukat Bin Dzsávád és Szurt fele.